# 담당사제
담당사제(擔當司祭, chaplain), 담당성직자(擔當聖職者)는 일반 교회나 성당 등지의 사제, 목사, 승려, 이맘 등의 성직자들이 아닌 성직자로서 특수한 시설에서의 종교활동에 종사하는 자를 말한다. Chaplain이 활동하는 장소로는 학교, 교도소, 군부대, 선박, 난민수용시설 등이 있다.

## 같이 보기
- 군종(군종사제)
  - 군종장교
  - 군종병